# Bernard Rose
Bernard Rose (Londra, 4 agosto 1960) è un regista, attore e sceneggiatore britannico.

## Biografia
Bernard Rose inizia ad appassionarsi al cinema all'età di 9 anni, dirigendo dei video con la propria videocamera. A quindici anni vince un concorso indetto dalla NBC che lo porta a collaborare con Jim Henson per l'ultima stagione del Muppet Show. Nel 1982 ottiene un master sul cinema pressa la National film and television school di Londra. Successivamente dirige diversi video per MTV, tra i quali quelli di Roy Orbison e Roger Waters.
Esordisce al cinema nel 1986 con il film Smart Money. Nel 1988 con La casa ai confini della realtà ottiene la notorietà. Del 1992 è invece Candyman - Terrore dietro lo specchio, una delle sue opere più famose. Nel 1994 dirige il biopic su Ludwig van Beethoven Amata immortale con Gary Oldman nella parte del protagonista. 
Nel 1997 dirige la prima versione statunitense di Anna Karenina, tratta dall'omonimo romanzo di Lev Tolstoj. Attinge da Tolstoj anche per Ivans xtc (2000), The Kreutzer Sonata (2008) e Boxin Day (2012). Ritorna al genere musicale con Il violinista del diavolo (2013) e all'horror con Frankenstein del 2015.

## Filmografia parziale

### Regista
- Smart Money (1986)
- Body Contact (1987)
- La casa ai confini della realtà (1988)
- Chicago Joe (1990)
- Candyman - Terrore dietro lo specchio (1992)
- Amata immortale (1994)
- Anna Karenina (1997)
- Ivans xtc (2000)
- Snuff-Movie (2005)
- The Kreutzer Sonata (2008)
- Mr. Nice (2010)
- Two Jacks (2011)
- Boxing Day (2012)
- SX Tape (2013)
- Il violinista del diavolo (2013)
- Frankenstein (2015)
- Samurai Marathon - I sicari dello shogun (2019)

### Attore
- Amata immortale